# Валле, Жак
Жак Валле́ (фр. Jacques Vallée; род. 24 сентября 1939, Понтуаз, Франция) — франко-американский учёный широкого профиля: астроном, астрофизик, математик-программист, бизнесмен (специалист по венчурным операциям), уфолог, а также писатель-фантаст. Постоянно проживает в Сан-Франциско, США.

## Научная карьера
Жак Валле родился в Понтуазе 24 сентября 1939 года во время немецкой бомбардировки, во время которой к дому его родителей даже не смог пробраться врач. Оккупацию Франции семейство Валле провело в Нормандии. Окончил Парижский университет (Сорбонну), получив степень бакалавра математики. Поступил в магистратуру университета Лилля по специальности «астрофизика», получил степень магистра. В 1961 году начал профессиональную деятельность в Парижской обсерватории в Медоне. Также в 1961 году удостоен премии Жюля Верна за свой дебют в жанре научной фантастики — роман Le Sub-Espace. В этот период (по разным данным, между 1952 и 1960 годами) создаёт неформальный клуб уфологов — «Незримый колледж», члены которого могли свободно обмениваться интересующей их информацией. Он просуществовал до 1975 года, помимо Валле, его членом был и Эме Мишель. Валле заинтересовался уфологией после того как стал свидетелем уничтожения в одной французской обсерватории лент с записями НЛО; затем он был свидетелем уничтожения материалов, полученных американским правительственным исследованием.
В 1962 году приглашён на работу в США, начав карьеру в обсерватории Техасского университета в Остине. Вскоре перешёл работать в Обсерваторию Макдональда, принадлежащую НАСА. В НАСА он занимался составлением детальных топографических карт Марса. В 1967 году защитил докторскую диссертацию по информатике в Северо-западном университете. Его научным руководителем был доктор Джозеф Аллен Хайнек, который и вовлёк его в уфологические исследования. Валле характеризовал Хайнека как мистически настроенного человека, в его проектах он работал на неформальной основе в 1963—1967 годах.
В 1967 году Жак Валле и его супруга Жанин вернулись во Францию, попытавшись обосноваться в Сен-Жермене, но после Соединённых Штатов не сумели приспособиться к европейскому стилю жизни (хотя сохранили в Париже Pied-à-terre). В 1968 году супруги вернулись за океан, и с декабря 1969 года стали постоянными резидентами Сан-Франциско. В 1972—1976 годах работал в Институте Будущего, где был основным исполнителем по теме National Science Foundation: проектирование глобальных компьютерных сетей (прототип интернета) и устойчивой видеосвязи. Кроме того, на рубеже 1960-х — 1970-х годов работал в Мичиганском университете над проблемой искусственного интеллекта. С 1976 году Валле стал независимым предпринимателем в Кремниевой долине, продолжая публиковать как популярные книги о бизнесе, так и фантастические романы и уфологические исследования.
В 1989 году Валле впервые посетил СССР, где подружился с фантастом Александром Казанцевым, и опубликовал статью в журнале «Природа». В 1992 году Жак Валле на основе материалов, полученных от российских уфологов (в том числе участников наблюдений в Воронеже), опубликовал книгу о наблюдениях НЛО в СССР.

## Уфологические исследования
По собственным воспоминаниям, Жак Валле впервые увидел НЛО дома, в Понтуазе, во время волны наблюдений 1954 года. Сделавшись профессиональным астрономом, 24 ноября 1957 года он наблюдал пролёт «Спутника-1», координаты орбиты которого, рассчитанные Валле, опубликовало Французское астрономическое общество. Серьёзными уфологическими исследованиями он занялся в 1961 году, и первоначально отстаивал идею инопланетного происхождения НЛО. Впрочем, уже в своей первой книге, опубликованной в 1965 году, Жак Валле констатировал, что описания XVI века представляют вполне «классические» НЛО, форма которых, таким образом, не зависела от технической интерпретации наблюдателем. По уверению уфолога Джерома Кларка, работы Валле середины 1960-х годов были наиболее аргументированными при отстаивании инопланетной гипотезы НЛО. Валле опубликовал классификацию наблюдений НЛО, которую использовал ещё во Франции, чтобы иметь возможность общаться по телефону с коллегами по «Незримому колледжу», не подвергаясь осмеянию коллег-учёных или случайных свидетелей.
В опубликованной в 1965 году типологии, Жак Валле выделил пять типов НЛО:
1. Наблюдаемые близ земли или на земле;
2. Сигарообразные объекты, как «твердые», так и облачные;
3. Объекты в небесах, летящие по ломаной или прерывистой траектории, так или иначе связанной с неким участком земной поверхности («ортодромия Эме Мишеля»);
4. Воздушные объекты, летящие по прямой траектории;
5. Огни в небесах, часто отдалённые.

В конечном счёте в уфологическом сообществе разные варианты типологии Валле не прижились, поскольку в 1972 году возобладала типология Хайнека, опубликованная в книге «Опыт НЛО», и широко распропагандированная за пределами США в фильме «Близкие контакты третьей степени», консультантом которого был учёный.
Пересмотр взглядов Валле произвёл в 1968—1969 годах. На распродаже в Парижской национальной библиотеке он впервые столкнулся с книгами Чарльза Форта и последовательно стал проводить параллели между западным мистицизмом, мифологией и описаниями очевидцев НЛО. Все эти данные были сведены воедино в его третьей уфологической книге «Паспорт в Магонию: от фольклора к летающим тарелкам» (1969).
Собственную аргументацию Валле сформулировал в пяти тезисах в 1990 году в статье «Пять аргументов против внеземного происхождения неопознанных летающих объектов», опубликованной в научном журнале «Journal of Scientific Exploration»:
1. Количество близких контактов намного превосходит то число, которое необходимо для комплексного физического изучения нашей планеты;
2. Гуманоидный облик предполагаемых «пришельцев» имеет мало шансов на появление на другой планете и с точки зрения биологии мало пригоден для космических путешествий;
3. Поведение «пришельцев» противоречит гипотезе о научных или же генетических исследованиях над людьми, проводимых расой, далеко ушедшей от нас в своём развитии;
4. Присутствие феномена на протяжении всей нашей истории доказывает, что НЛО не является чем-то присущим только нашему времени;
5. Очевидная способность НЛО манипулировать пространством и временем позволяет выдвинуть принципиально иные гораздо более плодотворные гипотезы.

Первоначальный вариант этих тезисов был обнародован в книге 1975 года «Незримый колледж».
В 1980-е годы Жак Валле временно отошёл от уфологических исследований, став перед этим объектом травли сектантов. Главной причиной стала открыто декларированная концепция, согласно которой НЛО являются частью глобальной «системы контроля», некоего непонятного иррационального механизма, который регулирует системы убеждения и мифологические комплексы целых культур и континентов. Его основными объектами являются религиозные доктрины и мифологии, которые, по мысли Ж. Валле, имеют генезис и управляются силами, находящимися за пределами как человеческого сознания, так и человечества вообще. Природа внешнего воздействия никогда не рассматривалась Жаком Валле системно, однако он однажды заметил, что космический разум может «разыгрывать сам себя», то есть он имманентен человеческому коллективному сознанию. С тем же успехом, впрочем, можно заявить, что и все люди «биологические роботы, запрограммированные верить, что они не роботы».

## Философско-методологическая база
Профессор Университета Райса Джеффри Крайпл определял Жака Валле как «мистически настроенного гуманиста». Его концепция не отталкивается от какой-либо базовой области познания, так как ещё в юности его не устраивала дихотомия «гуманитарное — техническое мышление». Фантастическая литература для Валле являлась вполне респектабельным полигоном спекулятивного мышления. По определению Дж. Крайпла, Валле может считаться и современным гностиком, несмотря на отказ от институциональных форм религии, которые, в его понимании, являются формой социального контроля, а не откровением об истине. Напротив, мистицизм он определяет как возможность для сознания вывести мышление за пределы пространства и времени, то есть признаёт существование гнозиса. Образцами непредубеждённых интеллектуалов Ж. Валле называл Николу Теслу (соединившего крупные достижения в области техники с причудливым оккультизмом), Исаака Ньютона (создатель классической механики и одновременно алхимик и астролог) и герметического философа Парацельса.

## Оценка деятельности
В диссертации Андреса Злоцкого творчество Валле рассматривается в первую очередь как научная фантастика. Профессиональные учёные, которые так или иначе касались занятий уфологией, в частности, Дональд Мензел и Карл Саган, характеризовали Валле как писателя-фантаста, который широко пользовался авторитетом науки.
Жак Валле послужил прототипом Клода Лакомба, персонажа фильма «Близкие контакты третьей степени».

## Труды (на английском и французском языках)

### Финансы
- Vallée, Jacques (January 2001). Four Elements of Financial Alchemy: A New Formula for Personal Prosperity, The, 1st ed. (paperback), Ten Speed Press, 195 pp.. ISBN 1-58008-218-1.

### Художественная проза
- Vallée, Jacques; Tormé, Tracy (June 1996). Fastwalker, paperback (novel), Berkeley, California, U.S.A.: Publ. Frog Ltd., 220 pp.. ISBN 1-883319-43-9.
- Vallée, Jacques (January 2006). Stratagème, paperback (novel) (in Français), 256 pp.. ISBN 2-84187-777-9.
- Vallée, Jacques (July 2007). Stratagem, hardcover (novel) (in English), 220 pp.. ISBN 978-0-615-15642-2.

Под псевдонимом Жером Серель
- Le Sub-Espace [Sub-Space] (1961)
- Le Satellite Sombre [The Dark Satellite] (1963)
- Alintel (as Jacques Vallée) (1986) (provided partial basis for Fastwalker)
- La Mémoire de Markov (as Jacques Vallée)

### Работы в области техники
- (August 1984) Computer Message Systems, hardcover ed., New York: McGraw-Hill (Data Communications Book Series), 163 pp.. ISBN 0-07-051031-8.
- Johansen, Robert; Valles, Jacques and Spangler, Kathi (July 1979). Electronic Meetings: Technical Alternatives, 1st ed. hardcover (Addison-Wesley Series on Decision Support), Addison-Wesley Publ. Co., Inc., 244 pp.. ISBN 0-201-03478-6.
- The Network Revolution
- The Heart of the Internet

### Уфологические работы
- 1965 — Anatomy of a phenomenon: unidentified objects in space—a scientific appraisal, 1st ed. (hardcover), NTC/Contemporary Publishing. ISBN 0-8092-9888-0. Reissue: (April 1987) UFO’s In Space: Anatomy of A Phenomenon, reissue (paperback), Ballantine Books, 284 pp.. ISBN 0-345-34437-5.
- 1966 — Challenge to Science: The UFO Enigma — with Janine Vallée
- 1969 — Passport to Magonia: From Folklore to Flying Saucers. Chicago, IL, U.S.A.: Publ. Henry Regnery Co..
- 1975 — The Invisible College : What a Group of Scientists Has Discovered About UFO Influences on the Human Race, 1st ed..
- 1975 — The Edge of Reality — Jacques Vallée and Dr. J. Allen Hynek
- 1979 — Messengers of Deception: UFO Contacts and Cults, paperback, Ronin Publ., 243 pp.. ISBN 0-915904-38-1.
- 1988 — Dimensions: A Casebook of Alien Contact, 1st ed., Contemporary Books, 304 pp.. ISBN 0-8092-4586-8.
- 1990 — Confrontations — A Scientist’s Search for Alien Contact, 1st ed., Ballantine Books, 263 pp. hardcover. ISBN 0-345-36453-8.
- 1991 — Revelations : Alien Contact and Human Deception, 1st ed., Ballantine Books, 273 pp. hardcover. ISBN 0-345-37172-0.
- 1992 — Vallee, Jacques. UFO Chronicles of the Soviet Union. A Cosmic Samizdat / in collaboration with Martine Castello. — New York : Ballantine Books, 1992. — xii, 212 p. — ISBN 0-345-37396-0.
- 1992 — Forbidden Science: Journals, 1957—1969
- 2010 — Wonders in the Sky: Unexplained Aerial Objects from Antiquity to Modern Times, and Their Impact On Human Culture, History, and Beliefs, Tarcher paperback, совм. с Крисом Обеком (Chris Aubeck)
- 2021 — «ТРИНИТИ: величайший секрет» / TRINITY: The Best-Kept Secret; совм. с итальянским журналистом Паолой Харрис (Paola Leopizzi Harris), ISBN 9798745902567, — расследование аварии внеземного летательного аппарата в американском штате Нью-Мексико в 1945 году, за два года до известного случая в Розуэлле.

### Русские переводы
- Жак Валле. Параллельный мир. Пер. М. Ю. Шевченко

Под ред. М. Ю. Шевченко в 2007 г. издательством «Лори» опубликованы переводы «Откровений» и «Очной ставки», и переиздан «Параллельный мир».

### Интервью
- Interview: Jacques Vallée — A Man of Many Dimensions (2006)
- Interview: Jacques Vallée Discusses UFO Control System with Jerome Clark (1978)
- Interview: Heretic Among Heretics: — Jacques Vallée (1993)
- Interview: Dr. Jacques Vallée Reveals What Is Behind Forbidden Science
- Interview: Dr. Jacques Vallée (1992)
- CAUS interview with Dr. Jacques Vallée
- Green Egg interview with Dr. Jacques Vallée  (недоступная ссылка с 15-03-2014 [4159 дней] — история, копия)
- Интервью для «новости уфологии» (2014)
- Интервью от 23 сент. 2021 по случаю выхода книги об инциденте ТРИНИТИ на YouTube // «OvniParis»( (фр.)

### Прочее
- The «Pentacle Memorandum» Including text of correspondence from Dr. Jacques Vallée (1993)
- Foreword to book: UFOs and The National Security State — Vallée